# California (Missouri)
California és una població dels Estats Units a l'estat de Missouri. Segons el cens del 2000 tenia 4.005 habitants.

## Demografia
Segons el cens del 2000, California tenia 4.005 habitants, 1.632 habitatges, i 1.068 famílies. La densitat de població era de 517,2 habitants per km².
Dels 1.632 habitatges en un 31,9% hi vivien nens de menys de 18 anys, en un 50% hi vivien parelles casades, en un 11,1% dones solteres, i en un 34,5% no eren unitats familiars. En el 30,9% dels habitatges hi vivien persones soles el 18,1% de les quals corresponia a persones de 65 anys o més que vivien soles. El nombre mitjà de persones vivint en cada habitatge era de 2,38 i el nombre mitjà de persones que vivien en cada família era de 2,95.
Per edats la població es repartia de la següent manera: un 25,2% tenia menys de 18 anys, un 9% entre 18 i 24, un 27,1% entre 25 i 44, un 18,8% de 45 a 60 i un 20% 65 anys o més.
L'edat mediana era de 36 anys. Per cada 100 dones de 18 o més anys hi havia 85,2 homes.
La renda mediana per habitatge era de 31.736 $ i la renda mediana per família de 39.221 $. Els homes tenien una renda mediana de 25.880 $ mentre que les dones 21.494 $. La renda per capita de la població era de 17.533 $. Entorn del 9,6% de les famílies i el 12% de la població estaven per davall del llindar de pobresa.

## Poblacions més properes
El següent diagrama mostra les poblacions més properes.